# つくし野病院
つくし野病院（つくしのびょういん）は、医療法人千寿会が福井県福井市に設置する病院である。

## 診療科
（この節の出典）
- 内科
- 消化器内科
- 循環器内科
- 呼吸器内科
- 糖尿病内科
- 外科
- 整形外科
- 消化器外科
- 呼吸器外科
- 肛門外科
- 疼痛緩和外科
- 耳鼻咽喉科
- 眼科
- 麻酔科
- 放射線科
- リハビリテーション科

## 医療機関の指定・認定
- 保険医療機関[2]

- 生活保護法指定医療機関[2]

- 労災保険指定医療機関[2]

- 結核指定医療機関[2]

- 身体障害者福祉法指定医の配置されている医療機関[2]

- 原子爆弾被害者一般疾病医療取扱医療機関[2]
- 救急告示病院[3]

## 交通アクセス
- 北陸新幹線・ハピラインふくい線・えちぜん鉄道勝山永平寺線「福井駅」より[2]
  - 福井駅前バスターミナルより京福バス「運転者教育線行き」乗車、「つくし野団地入口」停留所下車 徒歩15分